# Wilhelm Batz
Wilhelm Batz (Bamberga, 21 de maio de 1916 — Ebern, 11 de setembro de 1988) foi um piloto de caça alemão durante a Segunda Guerra Mundial que teve homologadas 237 vitórias contra aviões inimigos. Foi condecorado com a Cruz de Cavaleiro da Cruz de Ferro.

## Sumário da carreira

### Condecorações
- Distintivo de Ferido em Prata
- Troféu de Honra da Luftwaffe (13 de dezembro de 1943)
- Distintivo de Voo do Fronte da Luftwaffe em Ouro com Flâmula "400"
- Distintivo de Piloto/Observador
- Cruz Germânica em Ouro (28 de janeiro de 1944)
- Cruz de Ferro (1939)
  - 2ª classe (24 de abril de 1943)
  - 1ª classe (3 de julho de 1943)
- Cruz de Cavaleiro da Cruz de Ferro (26 de março de 1944)
  - 526ª Folhas de Carvalho (20 de julho de 1944)
  - 145ª Espadas (21 de abril de 1945)

### Promoções
Wehrmacht
- 1 de novembro de 1940 – Leutnant (segundo tenente)
- 1 de abril de 1943 – Oberleutnant (primeiro tenente)
- 1 de abril de 1944 – Hauptmann (capitão)
- abril de 1945 – Major (major)

Bundeswehr
- 1964 – Oberstleutnant (tenente-coronel)